# 瑶里镇
瑶里，古名窑里，位于江西省景德镇市浮梁县东北部，距景德镇市区约55公里，北部与安徽省的休宁县毗邻；东部与江西省的婺源县接壤。瑶里始建于西汉末年，因陶瓷发祥地而得名，现在是中国历史文化名镇之一。瑶里还以茶叶闻名，素有“瓷之源、茶之乡、林之海”之美誉。2005年该镇被列为国家重点风景名胜区、国家森林公园、矿山公园、4A级旅游景区、中国首批生态村。

## 历史
明代以前，瑶里一直是景德镇地区的制瓷中心，之后（特别是到了清代），由于长期的大规模开采，境内的高岭土储量大量减少，制瓷的主要原料应接不济，导致瓷器作坊和瓷工南迁至景德镇。至今瑶里仍留存有古矿坑、窑址和作坊；水运码头、古驿道、商业码头、集镇、村落等遗迹。
1937年，中国共产党军事将领陈毅在此将共产党领导的游击队进行军事整编，中国共产党官方称其为瑶里整编，整编的主要内容是：统一番号、思想整顿、加强军事训练和部队扩编等。整编后的游击队被编入新四军第一支队第二团第三营，陈毅任第一支队司令员。浮梁县政府于1988年在当年事发地建有“瑶里改编纪念碑”，之后又对陈毅居住过的民宅进行了修缮，并辟为“陈毅旧居”纪念馆。

## 地理
瑶里地处皖赣交界的山区，镇中心坐落在山谷地带，海拔约200米；北部及东北地势较高，海拔多在400米以上，与安徽省接壤的五股尖海拔1618米。境内生态环境良好，植被茂密且种类丰富，森林覆盖率达94%以上，其中不乏原始森林。瑶河是瑶里境内唯一的大河，由北向南从镇中心穿过，河水清澈见底，放养了较多的观赏鱼。瑶里的气候特征与景德镇市区差异较大，冬季极端最低气温可在摄氏零下8度以下，非常寒冷，下雪也比景德镇城区大而厚；由于植被茂密，夏季白天纵然是高温，晚上也十分凉爽。

## 经济与物产
中华民国及其以前的明清时期，瑶里系当年浮梁县重要的工商城镇，商业经济非常发达，尤其以陶瓷生产出名。中华人民共和国建立后，瑶里的陶瓷产业逐步向景德镇城区迁移，现今几乎没有陶瓷工业和陶瓷商贸活动。据江西省的官方统计数据显示，2007年瑶里镇国内生产总值为人民币20651万元，财政收入214.2万元，农民人均纯收入4429元。
瑶里镇已被列入中华人民共和国之历史文化名镇，从而使其在周边地区的知名度日益显现。而今，外地人赴瑶里的旅游消费已经构成镇政府重要的财政收入。
瑶里盛产茶叶，尤以绿茶出名。每年新茶上市时，瑶里镇的商业区会云集大量商贾前来采购。苦竹豆腐是瑶里的特产，在景德镇地区具有较大名气。

## 民俗文化
赣派建筑是瑶里镇的一大特色，错落有致地分布在瑶河两岸，特别明清时期古老的建筑至今保存完好，也融汇了部分类似江西婺源风格的徽派建筑。每年的中国农历新年，镇上都要举办舞龙活动，场面热烈。据村民介绍，如果舞龙队伍进到家里，暗地扯几条“龙须”会给全家带来好运，特别是新婚夫妇将“龙须”放在枕头下则会有早得贵子的兆头。瑶里的语言属徽语，而景德镇大部分地区属赣语，故其语言与景德镇话迥异。

## 旅游

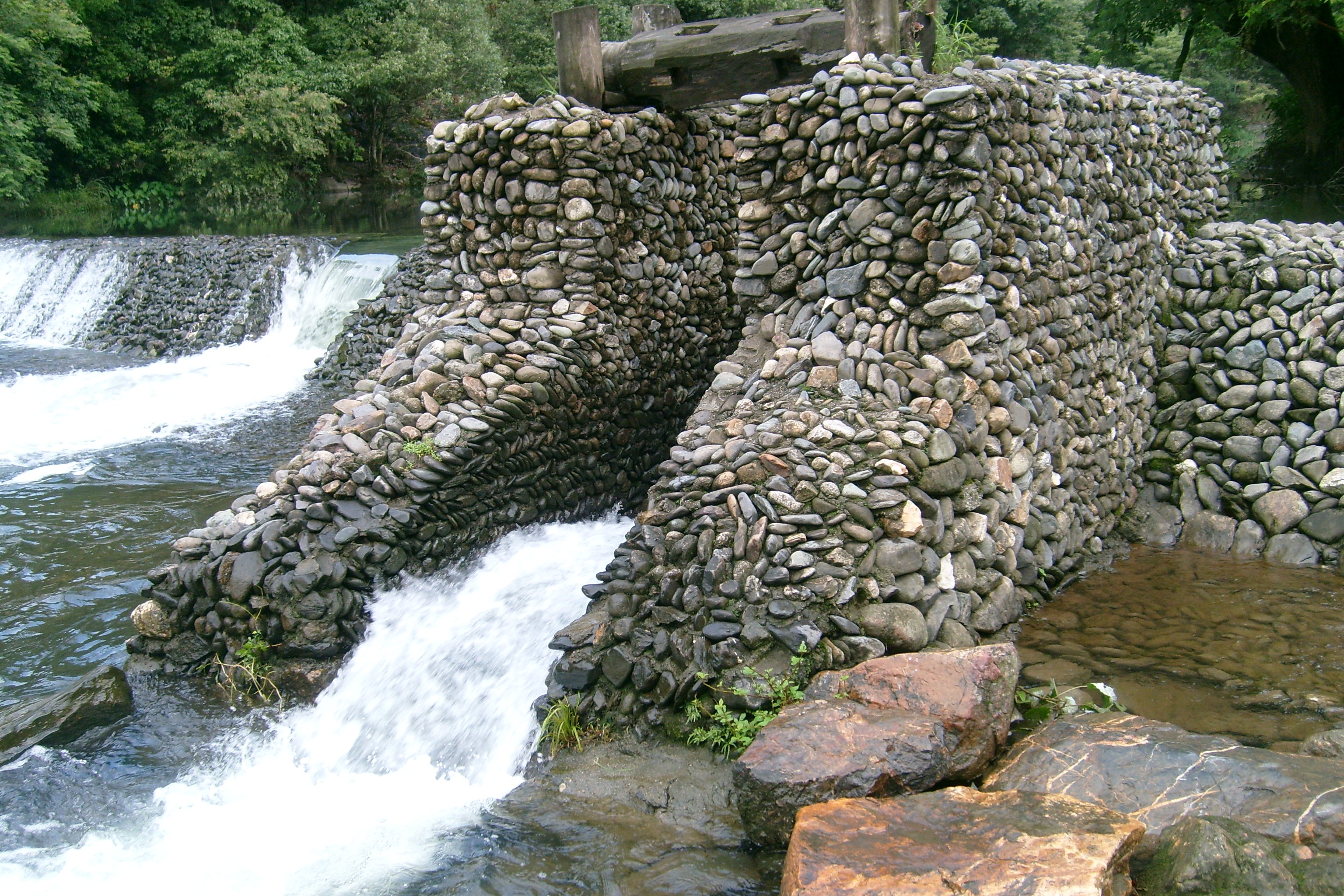
镇区废弃的水车遗迹为旅游景点之一

瑶里是景德镇市的重点旅游区，镇内建有与旅游配套的卧龙潭宾馆，主要景点有：
- 瓷茶古镇游览区（明清徽派建筑、新四军瑶里改编旧址）
- 梅岭风景区
- 汪湖原始森林
- 南山瀑布（宽逾百米，落差60余米）
- 徽州古道
- 高岭国家矿山公园（高岭村、东埠古街）
- 绕南陶瓷主题园区

## 文物保护
以下为瑶里镇范围内的各级文物保护单位
| 名称                                                                         | 编号                 | 类型                       | 所在                 | 时代                 | 图片                 |                      |                      |
| 全国重点文物保护单位                                                         | 全国重点文物保护单位 | 全国重点文物保护单位       | 全国重点文物保护单位 | 全国重点文物保护单位 | 全国重点文物保护单位 | 全国重点文物保护单位 | 全国重点文物保护单位 |
| ---------------------------------------------------------------------------- | -------------------- | -------------------------- | -------------------- | -------------------- | -------------------- | -------------------- | -------------------- |
| 瑶里改编旧址（含抗日动员大会场（瑶里程氏宗祠）、陈毅旧居（敬义堂）、宏毅祠） | 7-1771               | 近现代重要史迹及代表性建筑 | 浮梁县瑶里镇         | 1938年               |                      |                      |                      |
| 江西省文物保护单位                                                           |                      |                            |                      |                      |                      |                      |                      |
| 瑶里民居（含瑶里程氏宅、狮冈胜揽宅）                                         | 6-3-167              | 古建筑                     | 浮梁县瑶里镇         |                      |                      |                      |                      |
| 浮梁县文物保护单位                                                           |                      |                            |                      |                      |                      |                      |                      |

## 行政区划
下辖以下地区：
瑶里社区、白石塔村、寺前村、新屋下村、长明村、罗源村、五华村、南泊村、高岭村、查坑村和东埠村。

## 中国历史文化名镇
瑶里镇已被列为中国历史文化名镇。

## 中国传统村落
- 第一批（2012年）：高岭村、绕南村
- 第三批：瑶里村
- 第五批：五华村